# Nomada consobrina
Nomada consobrina är en biart som beskrevs av Dufour 1841. Nomada consobrina ingår i släktet gökbin, och familjen långtungebin. Inga underarter finns listade i Catalogue of Life.